# Marc-André Fleury
Pour les articles homonymes, voir Fleury.
Marc-André Fleury (né le 28 novembre 1984 à Sorel au Québec, Canada) est un joueur professionnel canadien de hockey sur glace en Amérique du Nord. Premier choix des Penguins de Pittsburgh de la Ligue nationale de hockey lors du repêchage de 2003, il fait ses débuts au poste de gardien de but avec l'équipe de Pennsylvanie en 2003-2004 mais ne devient gardien régulier de la franchise qu'au cours de la saison 2005-2006.
Finalistes de la Coupe Stanley lors de la saison 2007-2008, Fleury et les Penguins remportent le trophée à l'issue de l'édition suivante en prenant leur revanche sur les tenants du titre, les Red Wings de Détroit. Avec l'équipe du Canada, il remporte deux médailles d'argent aux championnats du monde junior 2003 et 2004, étant élu meilleur joueur en 2003. Également sélectionné pour disputer les Jeux olympiques de 2010 à Vancouver, il remporte la médaille d'or même s'il ne joue aucun match.

## Biographie

### Enfance
Marc-André est le fils de France Cardin et André Fleury et il naît à Sorel dans la province de Québec le 28 novembre 1984. Il commence le hockey à l'âge de six ans en jouant en attaque mais il est rapidement attiré par le poste de gardien de but. Pendant deux saisons, il joue au baseball en tant que receveur avant de retourner jouer au hockey sur glace.
En 1999-2000, il joue avec les Riverains du collège Charles-Lemoyne dans la Ligue midget AAA,. Le 8 janvier 2000, il réalise le premier blanchissage de sa carrière lors d'une victoire 4-0 contre les Jonquières de Sainte-Catherine. Fleury est nommé meilleur joueur de son équipe puis est choisi lors du repêchage par les Screaming Eagles du Cap-Breton de la Ligue de hockey junior majeur du Québec. Il est le seizième joueur sélectionné.

### Débuts dans la LHJMQ (2000–2002)
Fleury arrive donc en Nouvelle-Écosse, au sein de l'équipe de l'Île du Cap-Breton, une ville située à plus de 1 200 kilomètres de Sorel et il doit apprendre à parler anglais pour s'intégrer. Pascal Vincent, l'entraîneur de l'équipe, pense dans un premier temps utiliser le jeune joueur de 16 ans comme gardien de secours mais devant ses performances aux entraînements et matchs de pré-saison, l'équipe décide d'échanger son gardien numéro un et Fleury se partage la majorité des matchs de la saison avec Daniel Boisclair. Deuxièmes de la division Maritime dans l'association Dilio, les Screaming Eagles sont qualifiés pour les séries éliminatoires de la LHJMQ. Ils passent le premier tour en battant les Saguenéens de Chicoutimi en sept rencontres mais sont éliminés au second tour par le Titan d'Acadie-Bathurst en cinq rencontres.
Lors de la deuxième saison que Fleury joue avec l'équipe de Cap-Breton, en 2001-2002, les Screaming Eagles finissent à la troisième place de la division et sont qualifiés de justesse. Ils passent cependant le premier tour en éliminant le Drakkar de Baie-Comeau en cinq matchs puis ils éliminent les Mooseheads d'Halifax en six rencontres. Ils jouent ainsi en finale d'association contre le Titan qui les élimine une nouvelle fois en cinq dates.

### Première sélection internationale (2002–2003)

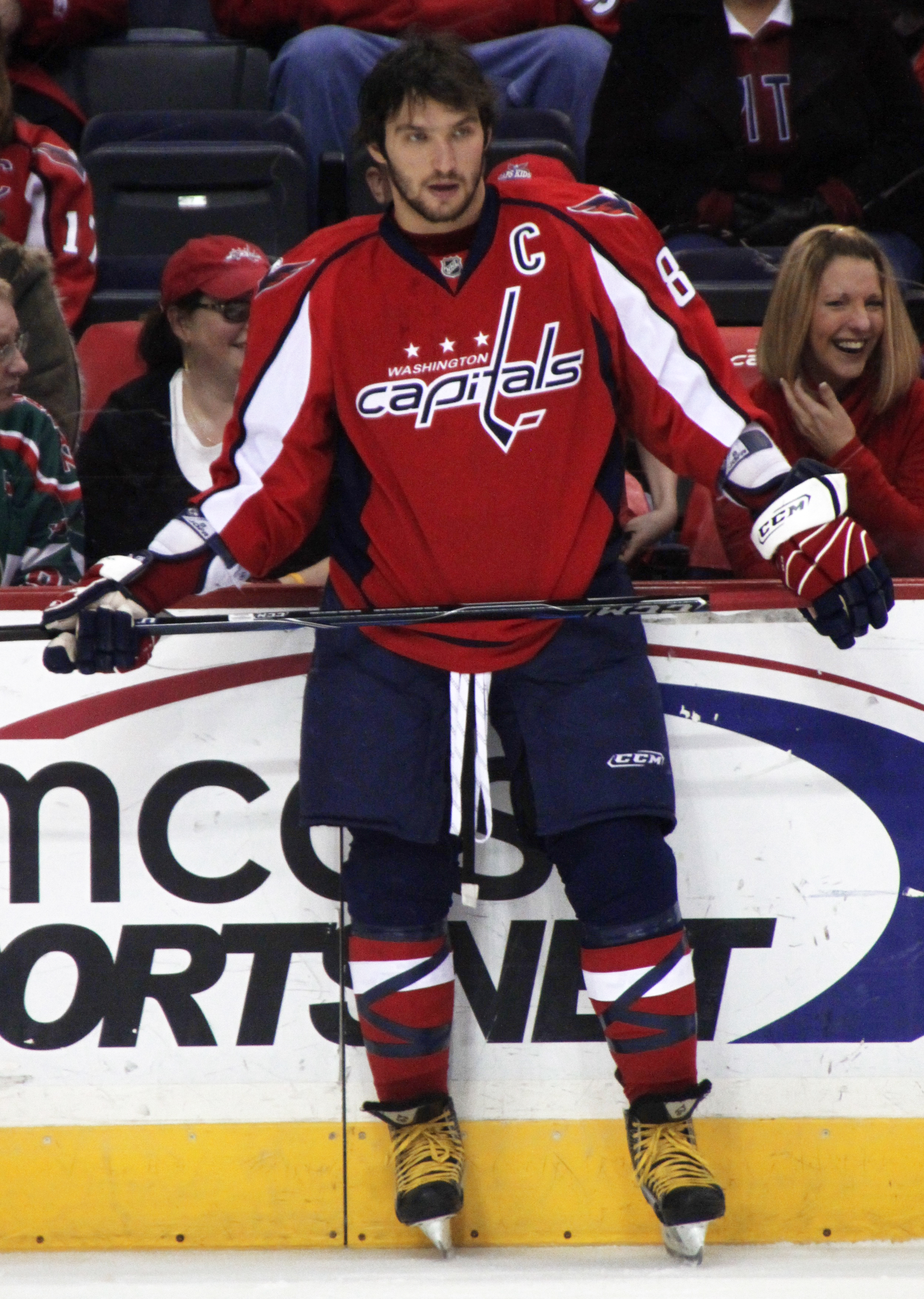
Aleksandr Ovetchkine (ici avec les Capitals de Washington) joue le championnat du monde junior 2003 contre Fleury.

Fleury connaît en 2002-2003 sa meilleure saison personnelle dans le circuit junior. Ainsi, début décembre 2002, il est nommé pour participer au championnat du monde junior 2003 qui est prévu pour la fin du mois à Halifax et Sidney en Nouvelle-Écosse. Il joue cinq des six matchs de son équipe en étant laissé au repos pour la troisième rencontre contre l'équipe d'Allemagne ; il est alors remplacé par David LeNeveu. Il ne perd pas un seul match de la première poule blanchissant les tchèques et inscrivant même une passe décisive sur un but de Scottie Upshall lors du premier match du tournoi, une victoire 8-2. Lors du quatrième et dernier match de poule, contre l'équipe de Finlande, Fleury est laissé au repos en raison d'une grippe intestinale ; LeNeveu est donc aligné en début de partie mais au bout de trente minutes de jeu, il accorde deux buts en moins de deux minutes et l'entraîneur du Canada, Marc Habscheid, décide d'envoyer le gardien québécois sur la glace. Il joue ainsi la dernière demi-heure de la rencontre, réalise treize arrêts sur autant de tirs et permet aux siens de remporter les quatre rencontres.
Premiers de leur poule, les Canadiens sont immédiatement qualifiés pour les demi-finales et ils y battent les États-Unis sur le score de 3-2 avant de retrouver les russes en finale. Ces derniers sont guidés par Aleksandr Ovetchkine et ils battent les locaux canadiens sur le score de 2-3. Malgré cette défaite en finale, Fleury est désigné meilleur gardien, meilleur joueur et dans l'équipe type du tournoi en compagnie des défenseurs Joni Pitkänen (Finlande) et Carlo Colaiacovo (Canada) et de Igor Grigorenko (Russie), Upshall (Canada) et Iouri Troubatchiov (Russie).
De retour dans la LHJMQ, il participe en cours de saison au match des meilleurs espoirs de la Ligue canadienne de hockey, association dont dépend la LHJMQ. L'équipe termine à la dernière place de la division Atlantique mais est néanmoins qualifiée pour les séries ; elle tombe au premier tour contre les Mooseheads en quatre rencontres. Fleury reçoit tout de même les honneurs de la LHJMQ en fin d'année en se voyant remettre la Coupe Telus qui récompense son travail défensif dans l'équipe ainsi que le trophée Michael-Bossy du meilleur espoir de la ligue. Il est également sélectionné dans la seconde équipe type de la ligue ; Adam Russo portier du Titan, étant sélectionné dans la première.
Fin juin 2003, la Ligue nationale de hockey organise son repêchage d'entrée et les Penguins de Pittsburgh décident le jour même du repêchage de faire un échange massif de joueurs avec les Panthers de la Floride. Mikael Samuelsson, ainsi que les futurs choix des premier et deuxième tours des Penguins sont échangés en retour des premier et troisième choix des Panthers. Ainsi, les Penguins choisissent Fleury en tant que tout premier choix et Daniel Carcillo 73e joueur lors du troisième tour alors que les Panthers sélectionnent Nathan Horton en tant que troisième joueur et Stefan Meyer 55e joueur du repêchage,. Marc-André Fleury devient alors le troisième gardien de l'histoire à être choisi au premier rang après Michel Plasse en 1968 et Rick DiPietro en 2000. Il est également le septième joueur de l'histoire de la LHJMQ à être sélectionné au premier rang d'un repêchage,.

### Débuts dans la LNH (2003–2004)
Fleury joue son premier match dans la LNH dès le début de la saison 2003-2004, le 10 octobre 2003, et malgré 45 arrêts sur 48 tirs et l'arrêt d'un tir de pénalité, son équipe perd la rencontre 3-0,. Il gagne cependant son deuxième match contre les Red Wings de Détroit sur le score de 4 buts à 3. Contre les Blackhawks de Chicago, le 30 octobre, au cours de son sixième match, il réalise son premier blanchissage au cours d'une victoire 1 à 0 avec 20 arrêts à son actif,. Il récolte l'honneur de recrue du mois d'octobre.
Fleury joue dix sept rencontres entre le début de la saison et mi-décembre avant de rejoindre pour l'édition 2004 du championnat du monde junior en compagnie de Maxime Talbot, autre choix de repêchage des Penguins en 2002. Le tournoi se joue à Helsinki en Finlande et les vice-champions du monde ouvrent le tournoi contre l'équipe locale avec un blanchissage de Fleury 3-0. Après une nouvelle victoire lors du deuxième match, le nouveau gardien de Pittsburgh est laissé au repos pour la troisième date contre l'Ukraine puis revient au jeu pour la victoire canadienne lors de la quatrième et dernière rencontre de la première phase. Le Canada accède une nouvelle fois à la finale du tournoi après avoir éliminé les Tchèques en demi-finale et il y retrouve les États-Unis. Alors que le score est de 3-3 et à cinq minutes de la fin, les Américains par l'intermédiaire de Patrick O'Sullivan viennent presser haut Fleury ; en tentant de dégager le palet de sa zone, il envoie la rondelle sur le dos de son défenseur Braydon Coburn et elle rentre dans le but scellant par là même l'issue du match et la victoire américaine.
Lors de son retour avec les Penguins en janvier, Fleury ne joue que trois matchs avec Pittsburgh avant de repartir jouer dans la LHJMQ. Avant le début de la saison, il a signé un contrat qui lui permet de toucher un bonus de trois millions de dollars s'il joue vingt-cinq matchs. De plus, Fleury ne se maintient pas à son niveau du début de saison : lors du premier match après le championnat du monde, il concède quatre buts au début du troisième tiers-temps en cinq minutes de jeu pour une défaite finale 4-2 contre le Wild du Minnesota. Quelques jours plus tard, il concède six buts en deux périodes pour une nouvelle défaite 6-5 des Penguins contre les Sénateurs d'Ottawa.
Fleury parvient à retrouver son jeu dans la LHJMQ et il termine sa courte saison dans le junior avec une fiche de huit victoires, une défaite et deux matchs nuls. Premiers de leur division lors de la saison régulière, les Screaming Eagles accèdent directement au quart-de-finale des séries mais ils perdent en 3 victoires à 4 face aux Saguenéens de Chicoutimi. Le jeune gardien québécois ne joue que quatre matchs dont un seul se termine par une victoire.
À la suite de cette élimination précoce, l'organisation des Penguins de Pittsburgh décide de continuer à lui donner de l'expérience et il est appelé pour jouer avec les Penguins de Wilkes-Barre/Scranton, leur équipe affiliée dans la Ligue américaine de hockey. Il rejoint alors l'effectif « réserve » de Pittsburgh entraîné par Michel Therrien. Troisièmes de la saison régulière, les joueurs de Wilkes-Barre/Scranton disputent le premier tour des séries de la Coupe Calder contre les Sound Tigers de Bridgeport. Il joue son premier match dans la LAH lors d'une défaite 5-4 en prolongation en arrêtant seize des vingt-et-un tirs qu'il reçoit puis Therrien décide de titulariser Andy Chiodo pour les autres matchs de la série. Au cours des différents tours qui suivent, les Penguins de Wilkes-Barre/Scranton éliminent les Phantoms de Philadelphie puis les Wolf Pack de Hartford. Ils jouent la finale de la Coupe Calder contre les Admirals de Milwaukee mais sont battus en quatre matchs ; Fleury rentre en jeu pour la fin de la moitié du dernier match en remplacement de Chiodo mais ne peut rien faire pour empêcher son équipe de perdre cette dernière rencontre 7-2.

### Professionnel dans la LAH (2004–2005)

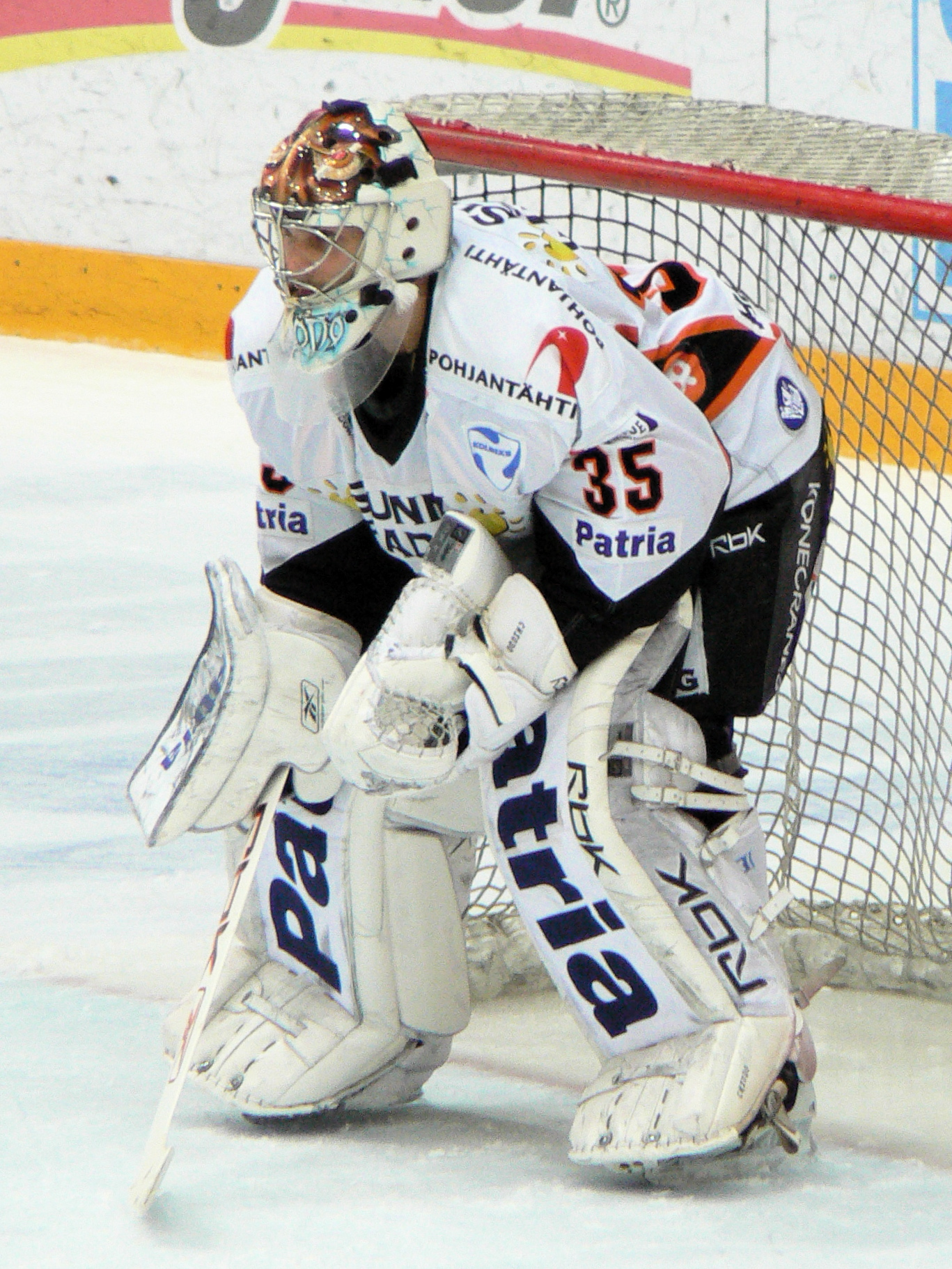
Andy Chiodo (ici avec le HPK) et Fleury sont les deux gardiens choisis par les Penguins pour jouer avec Wilkes-Barre/Scranton en 2004-2005.

En 2004-2005 en raison de conflits dans la Ligue nationale de hockey, un lock-out de la LNH est déclaré et la saison est donc annulée. Craig Patrick, directeur général de la franchise de Pittbusrgh, décide que Fleury et Chiodo seront les deux gardiens de but pour les Penguins de Wilkes-Barre/Scranton. Au cours de l'été, les Penguins de Pittsburgh ont recruté Dany Sabourin comme gardien de l'équipe, il est alors prévu que ce dernier soit affecté dans l'ECHL avec les Nailers de Wheeling pour que la franchise laisse la place aux deux jeunes joueurs dans la LAH ; il ne joue qu'une trentaine de matchs dans l'ECHL avant d'être appelé pour être le remplaçant de Fleury dans la LAH.
Pendant ce temps, l'équipe des Penguins termine la saison LAH à la quatrième place de la division Est ; Fleury joue un peu plus d'une cinquantaine de matchs du calendrier pour vingt-six victoires, dont cinq blanchissages, dix-neuf défaites et quatre matchs nuls. Il ne joue qu'un seul match de la première ronde contre les Senators de Binghamton, une défaite 5-2, alors que Chiodo joue les autres matchs de la série et permet de qualifier les Penguins pour le deuxième tour. Le gardien québécois joue également une seule rencontre lors de cette seconde ronde mais perd une nouvelle fois son match, cette fois contre les Phantoms de Philadelphie et sur le score de 4-1. Les Penguins perdent la série en ne remportant qu'un seul des cinq matchs joués.

### Première saison dans la LNH et premières séries (2005–2007)

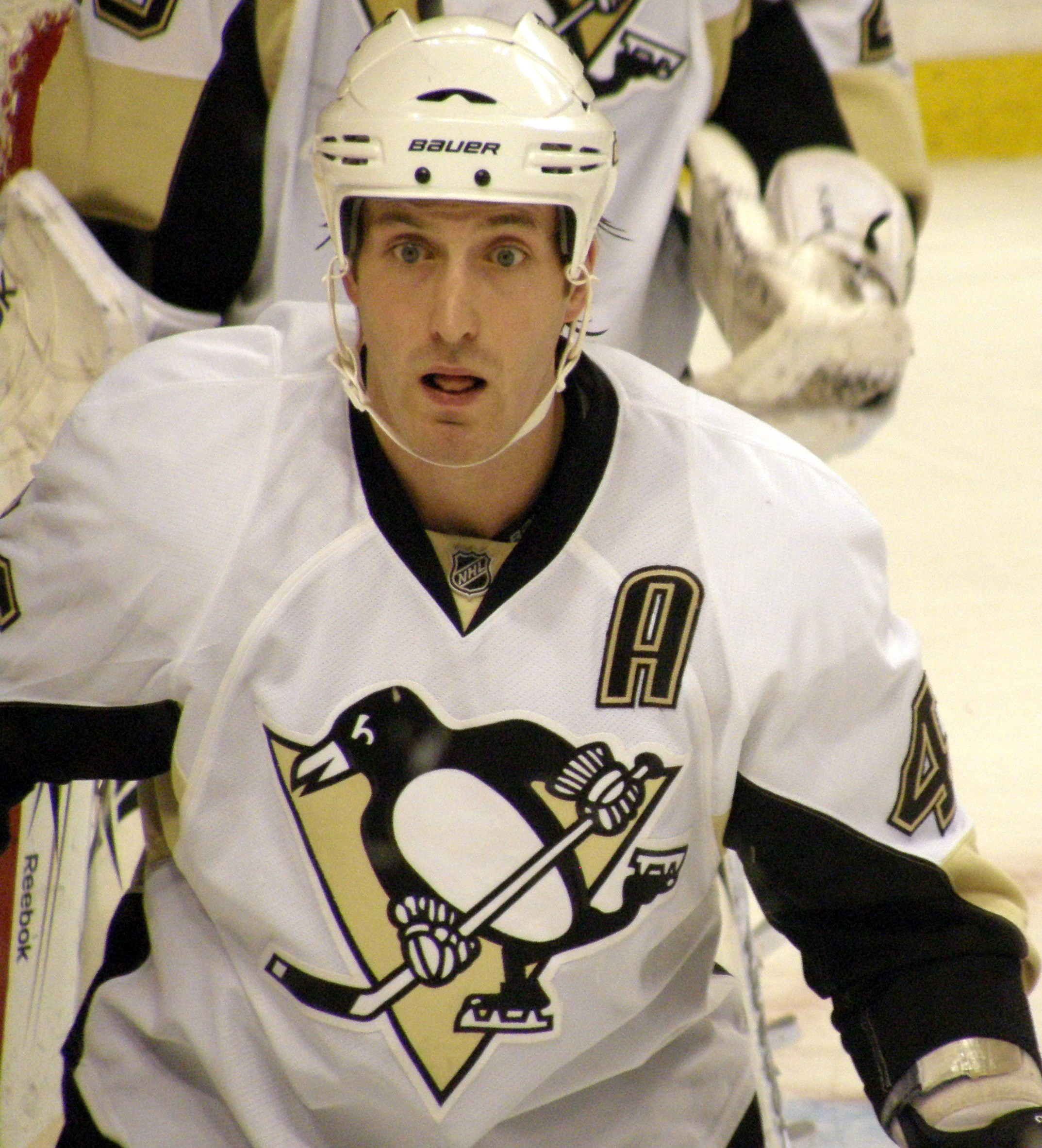
Brooks Orpik joue aux côtés de Fleury dans la défense de Pittsburgh depuis 2003.

Au mois de juin 2005, les Penguins ont le privilège de pouvoir choisir une nouvelle fois en premier lors du repêchage ; ils sélectionnent alors Sidney Crosby, coéquipier de Fleury lors du championnat du monde junior de 2004 et grand espoir du hockey d'Amérique du Nord. Plus tard, en août, les Penguins signent un contrat avec le gardien de but des Blackhawks de Chicago, Jocelyn Thibault, et, bien que Fleury participe au camp d'entraînement des Penguins, il rejoint les rangs de la LAH le 1er octobre 2005 à quelques jours du début de la saison 2005-2006. La direction des Penguins préfère alors Sébastien Caron en tant que gardien numéro 2 derrière Thibault, offrant ainsi normalement plus de temps de jeu à Fleury en tant que titulaire dans la LAH qu'à Caron, remplaçant dans la LNH. Quelques jours plus tard, Fleury est appelé pour jouer dans la LNH à la suite d'une blessure de Thibault mais après trois rencontres disputées il est assigné à Wilkes-Barre/Scranton. Il est nommé début novembre gardien du mois dans la LAH ayant permis à son équipe de réaliser une série de neuf victoires consécutives.
Fin novembre, Fleury est une nouvelle fois appelé par Patrick pour jouer avec Pittsburgh alors qu'il a joué douze rencontres pour dix victoires et seulement deux défaites depuis le début de la saison LAH. Il passe le reste du calendrier dans la LNH et à la fin des 82 matchs du calendrier il est le gardien le plus utilisé par l'équipe avec cinquante parties disputées pour treize victoires, vingt-sept défaites et six nuls. Il garde ainsi les buts de l'équipe en étant aidés de défenseurs comme Sergueï Gontchar, Ryan Whitney ou encore Brooks Orpik. Derniers de la division Atlantique, les Penguins ne participent pas aux séries éliminatoires et Fleury termine la saison en jouant les séries de la LAH en alternance avec Sabourin ; Wilkes-Barre/Scranton passe la première ronde mais est éliminé lors de la deuxième en quatre rencontres par les Bears de Hershey, futurs champions de la Coupe Calder. Il reçoit avec Ryan Malone, Ryan Whitney et Colby Armstrong le The Edward J. DeBartolo Community Service Award, trophée des Penguins en tant que joueurs qui participent le plus à la vie extra sportive et caritative de la ville de Pittsburgh.

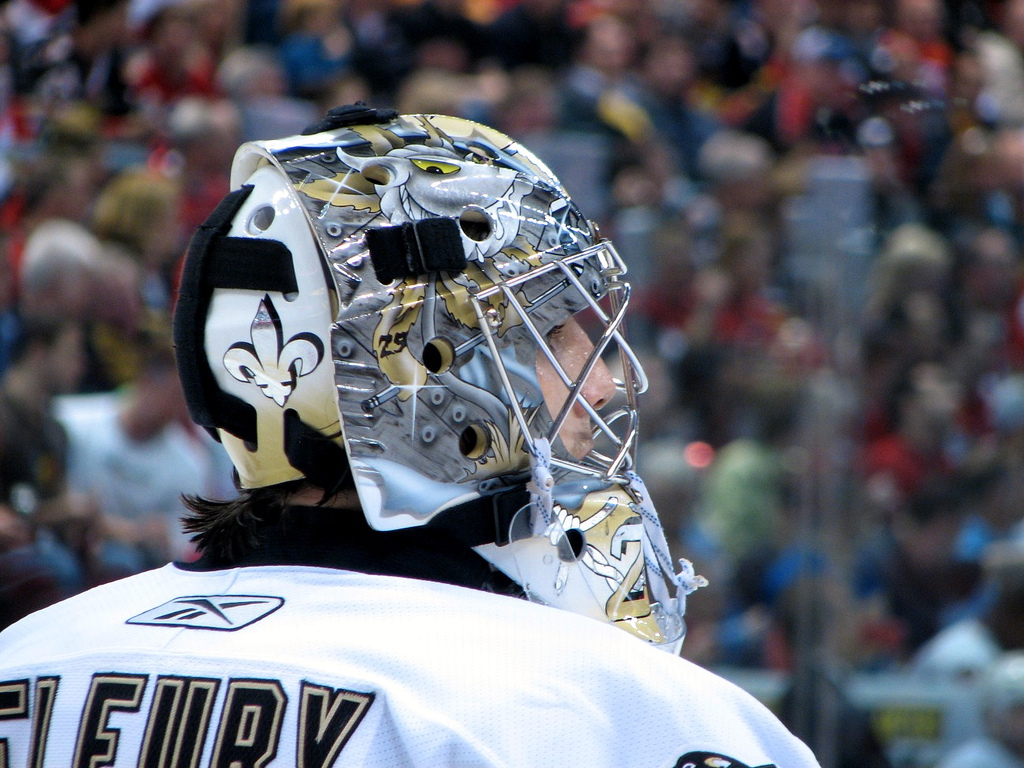
Fleury en 2007.

Au début de la saison 2006-2007, Fleury et les Penguins voient arriver de nouveaux joueurs dans l'effectif dont les choix de premier tour de l'équipe : Ievgueni Malkine, choisit en 2004 et Jordan Staal en 2006. La saison débute bien pour les Penguins puisque Fleury arrête les quarante tirs des Flyers de Philadelphie pour un blanchissage 4-0. À la fin de la saison, il totalise quarante victoires, le deuxième plus haut total de victoires pour un gardien des Penguins après les quarante-trois victoires de Tom Barrasso en 1992-1993. Il décroche plusieurs records des Penguins : le plus grand nombre de parties jouées en une saison avec soixante-sept rencontres ainsi que le plus grand temps de jeu sur la saison avec 3 906 minutes sur la glace. L'équipe des Penguins parvient pour la première fois aux séries éliminatoires depuis 2001 mais ils perdent au premier tour contre les Sénateurs d'Ottawa 4 matchs à 1 alors qu'Ottawa atteint par la suite la finale de la Coupe Stanley.

### Première finale des séries (2007–2008)
Le 10 novembre 2007, Fleury joue son cent-cinquantième match de sa carrière dans la LNH mais il est mis de plus en plus en concurrence avec Sabourin. Début décembre, il se blesse à la cheville lors d'un match contre les Flames de Calgary et Ty Conklin, gardien habituel des Penguins dans la LAH, fait ses débuts dans la LNH. Le 30 janvier 2008, son équipe junior du Cap-Breton décide de « retirer son numéro », le numéro 29.
Fleury ne revient au jeu que mi-février et avant de revenir dans la LNH, la direction des Penguins, en la personne de Ray Shero successeur de Patrick, annonce que le gardien québécois fera son retour en jouant dans la LAH. Il est rappelé dans la franchise de la LNH au bout de cinq rencontres et il joue une quinzaine de matchs avec l'équipe avant la fin de la saison régulière. L'équipe se qualifie une nouvelle fois pour les séries en décrochant la première place de la division Atlantique.
Les Penguins retrouvent au premier tour des séries les Sénateurs d'Ottawa mais la série débute différemment de la saison précédente : Gary Roberts inscrit deux buts, un par Malkine et un autre de Petr Sýkora alors que Fleury arrête tous les tirs adverses. Les Penguins parviennent en finale de la Coupe Stanley en battant tour à tour les Sénateurs, 4 matchs 0, les Rangers de New York, 4-1 et enfin les Flyers de Philadelphie, également en cinq matchs. Ils rencontrent en finale de la Coupe les Red Wings de Détroit, champions de la saison régulière. Les deux premiers matchs sont joués à Détroit et Chris Osgood blanchit à deux reprises les Penguins 4-0 et 3-0. Pittsburgh reprend espoir en gagnant la troisième rencontre 3-2 avec deux buts de Crosby mais ils concèdent la défaite lors de la quatrième date. Lors du cinquième match, trois prolongations sont nécessaires et un but de Sýkora pour voir les Penguins l'emporter. Ce soir là, Fleury arrête cinquante-cinq tirs et ne concède que trois buts. Finalement, les Red Wings l'emportent lors du sixième match sur la glace de Pittsburgh et remportent leur onzième Coupe Stanley. Osgood et Fleury totalisent chacun quatorze victoires lors de la phase finale.

### Coupe Stanley (2008–2009)

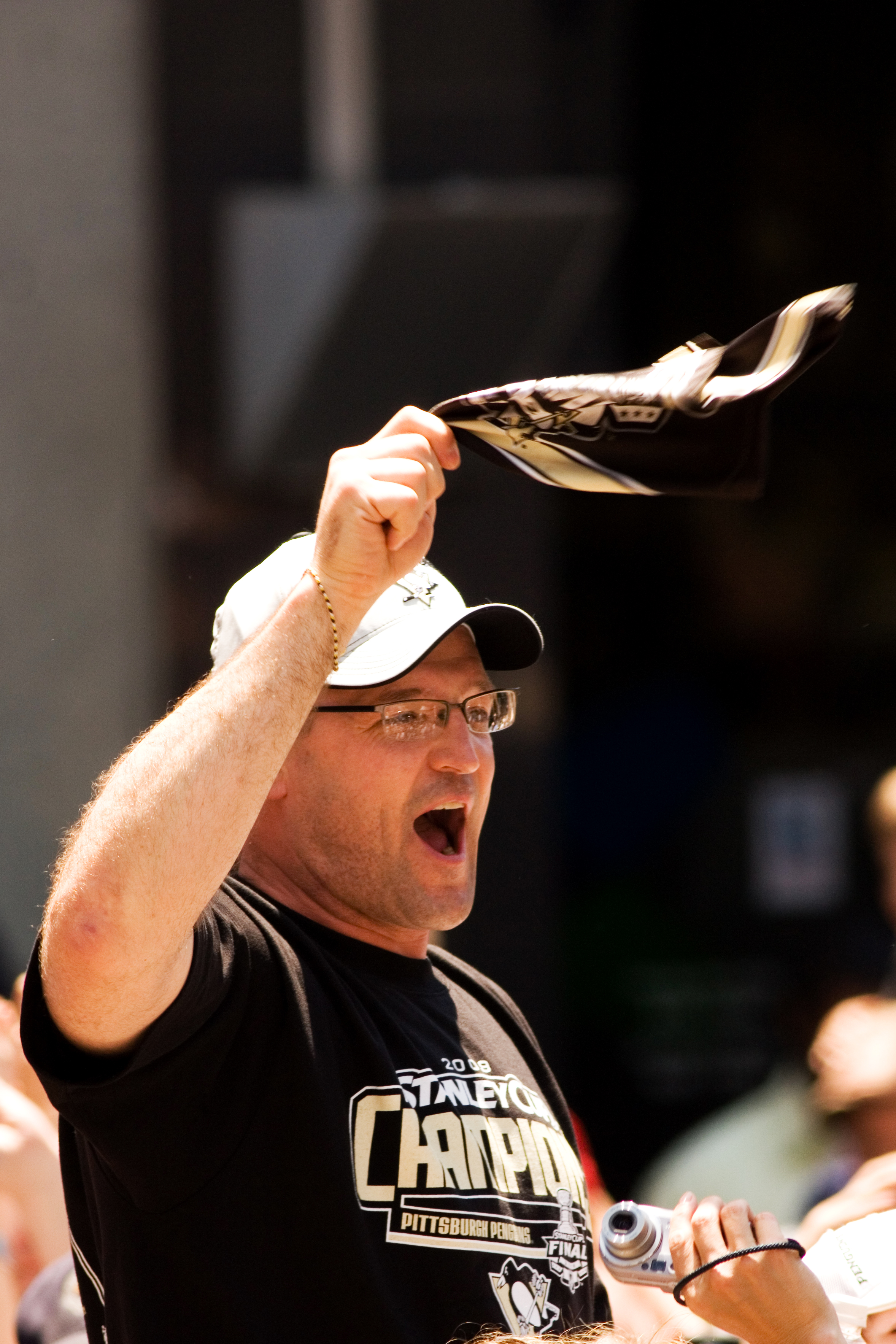
Dan Bylsma arrive en février 2009 derrière le banc de l'équipe et la conduit à la conquête de la Coupe Stanley.

Le 3 juillet 2008, il signe un contrat de sept ans avec les Penguins, estimé à 35 millions de dollars. Le 1er mars 2009, dans une victoire 4-1 contre les Stars de Dallas, il réalise la centième victoire de sa carrière dans la LNH. Le 11 octobre, premier match de la saison des Penguins à domicile, il réalise un sommet personnel de quarante-sept arrêts au cours d'une défaite 2-1 contre les Devils du New Jersey et leur gardien Martin Brodeur, une des idoles de Fleury. Le 15 novembre, il se blesse une nouvelle fois et manque un mois de compétition ; il revient au jeu mi-décembre alors que l'équipe vient de perdre quatre de ses cinq derniers matchs. Le 26 décembre, il réalise un blanchissage contre les Devils, le douzième de sa carrière et devient ainsi le deuxième gardien des Penguins avec le plus grand nombre de blanchissages derrière les vingt-deux de Tom Barrasso.
Les Penguins connaissent une fin d'année 2008 et un début 2009 catastrophiques, ne parvenant pas à enchaîner les victoires et finalement le 16 février, Shero renvoie Therrien et Dan Bylsma, entraîneur de Wilkes-Barre/Scranton, est mis en place. Le 17 mars, Fleury se rapproche également du record des 226 victoires de Barrasso sous les couleurs de Pittsburgh avec son 105e succès. La saison régulière 2008-2009 se termine le 11 avril et les Penguins sont à la deuxième place de la division derrière les Devils avec sept points de retard, quatrièmes au total de l'association. Malkine est le meilleur pointeur de la ligue avec 113 réalisations et reçoit alors le trophée Art-Ross.

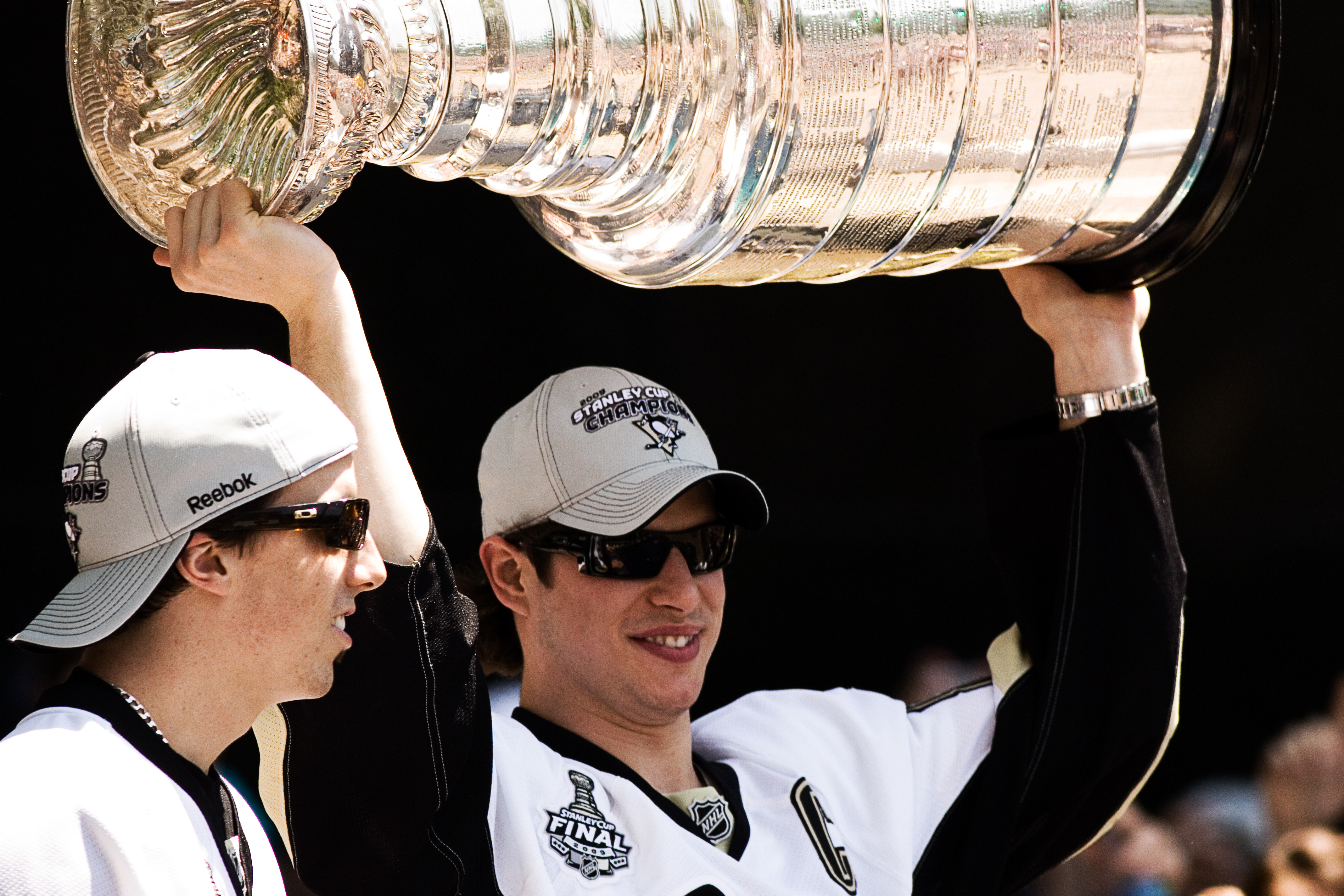
Marc-André Fleury, Sidney Crosby et la Coupe Stanley en 2009.

En séries, les Penguins éliminent au premier tour les Flyers en six matchs alors que lors du dernier match ils sont menés au score 3-0 avant de revenir au jeu, le réveil étant sonné par un combat entre Maxime Talbot des Penguins et Dan Carcillo des Flyers. Au tour suivant, Fleury et ses coéquipiers affrontent les Capitals de Washington emmenés par Aleksandr Ovetchkine. La série se prolonge jusqu'au septième match grâce à notamment une prestation de Semion Varlamov dans les buts des Capitals ainsi qu'aux talents offensifs de Crosby et Ovetchkine ; le septième match décisif a lieu dans la salle de Washington et après 31 minutes de jeu, les Penguins mènent déjà 5-0. Ils remportent le match et la qualification sur le score de 6 buts à 2.
La finale d'association est jouée contre les Hurricanes de la Caroline mais ces derniers perdent totalement pied en étant éliminés en quatre matchs. Contrairement à la saison précédente et à la superstition de la LNH, Crosby en accord avec Bill Guerin décide de toucher le trophée Prince de Galles remis au champion de l'association. Les Penguins retrouvent les champions en titre en finale de la Coupe Stanley, les Red Wings de Détroit. Après les deux premières rencontres et deux défaites de Pittsburgh 1-3, la finale semble prendre le même chemin que la saison passée mais les Penguins gagnent les deux matchs chez eux 4-2. Osgood blanchit les Penguins lors de la cinquième date, 5-0, puis Pittsburgh gagne 2-1 le sixième match avec un arrêt décisif de Fleury face à Daniel Cleary. La finale se joue donc au terme d'un septième match joué à Détroit le 12 juin et les Penguins remportent leur troisième Coupe Stanley à la suite d'une victoire 2-1 grâce à un doublé de Talbot et à un double-arrêt de Fleury dans les dernières secondes de jeu ; il repousse coup sur coup les tentatives de Henrik Zetterberg et de Nicklas Lidström alors qu'il reste moins de cinq secondes à jouer. Avec trente-six points, Malkine est le meilleur pointeur de l'équipe des séries mais également de la LNH, cinq points devant Crosby, deuxième aussi de la LNH. Ce dernier est le meilleur buteur des séries avec un filet de plus que Malkine. Fleury est également un des six Québécois avec Kristopher Letang, Talbot, Pascal Dupuis, Philippe Boucher et Mathieu Garon a remporter la Coupe Stanley avec les Penguins cette saison ; c'est le plus grand nombre de joueurs québécois depuis les Canadiens de Montréal en 1993.

### Champion olympique (2009–2010)

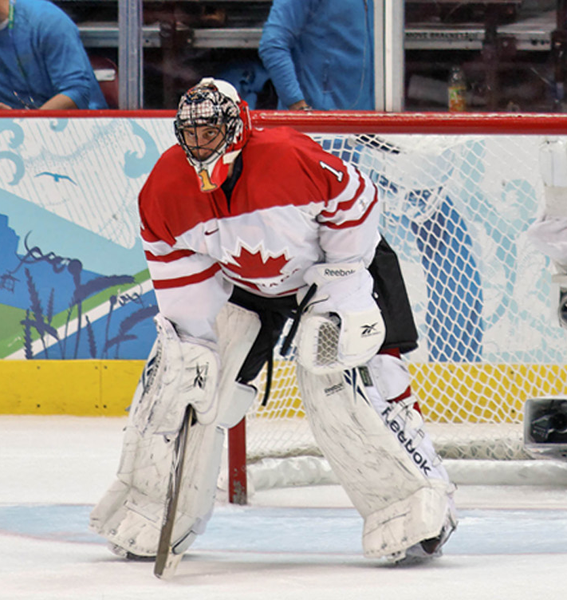
Roberto Luongo (ici en photographie), Martin Brodeur et Fleury sont les trois gardiens olympiques du Canada en 2010.

Comme tous les joueurs champions de la Coupe Stanley, Fleury a droit à une journée entière pour profiter du trophée ; le 6 août 2009, il accueille la coupe dans sa ville. Le 10 septembre 2009, les joueurs des Penguins rencontrent le Président des États-Unis, Barack Obama à la Maison-Blanche avant de commencer la saison 2009-2010. Le 20 octobre, Fleury totalise huit victoires en autant de rencontres dans la LNH, sa plus longue série personnelle de victoires consécutives.
Fin 2009, Fleury et son capitaine, Sidney Crosby, sont tous les deux désignés pour faire partie de la délégation canadienne aux Jeux olympiques qui se déroulent au mois de février à Vancouver au Canada. Les autres joueurs des Penguins sélectionnés pour les Jeux sont Brooks Orpik pour les États-Unis ainsi que Ievgueni Malkine et Sergueï Gontchar pour la Russie. Lors de la compétition, le Canada termine la première phase à la sixième place générale puis les joueurs du Canada éliminent l'Allemagne, la Russie puis la Slovaquie. Ils atteignent alors la finale qui se joue contre les Américains, seule équipe à avoir battu l'équipe organisatrice jusque-là. Les deux équipes étant à égalité deux buts partout, elles jouent des prolongations mais au bout de sept minutes, Crosby récupère une passe de Jarome Iginla et réussit à tromper Ryan Miller entre ses jambières pour offrir au Canada la huitième médaille d'or au hockey et la quatorzième médaille d'or des Jeux de 2010,. Fleury reçoit également la médaille d'or même s'il ne joue pas une seule rencontre de la compétition se voyant barrer par Brodeur et Roberto Luongo.
Début mars, la LNH reprend ses droits après les Jeux ; le 17 de ce même mois, Fleury devient le deuxième gardien des Penguins avec le plus de matchs joués dans la LNH en participant à sa 291e rencontre. Le 6 avril, il joue son trois-centième match avec les Penguins puis égale son plus haut total de matchs en une saison avec 67 parties disputées. Les Penguins terminent à la deuxième place de la division et sont qualifiés pour les séries de la Coupe. Ils rencontrent une nouvelle fois les Sénateurs lors de la première ronde et en viennent à bout en six matchs mais au deuxième tour, ils sont éliminés en sept matchs par les Canadiens de Montréal. Fleury et Crosby sont tous deux honorés en recevant en fin de saison le "Baz" Bastien Memorial - Good Guy Award en tant que joueurs les plus disponibles pour les journalistes.

### Saison 2010-2011
(octobre 2019).
Si vous disposez d'ouvrages ou d'articles de référence ou si vous connaissez des sites web de qualité traitant du thème abordé ici, merci de compléter l'article en donnant les références utiles à sa vérifiabilité et en les liant à la section « Notes et références ».

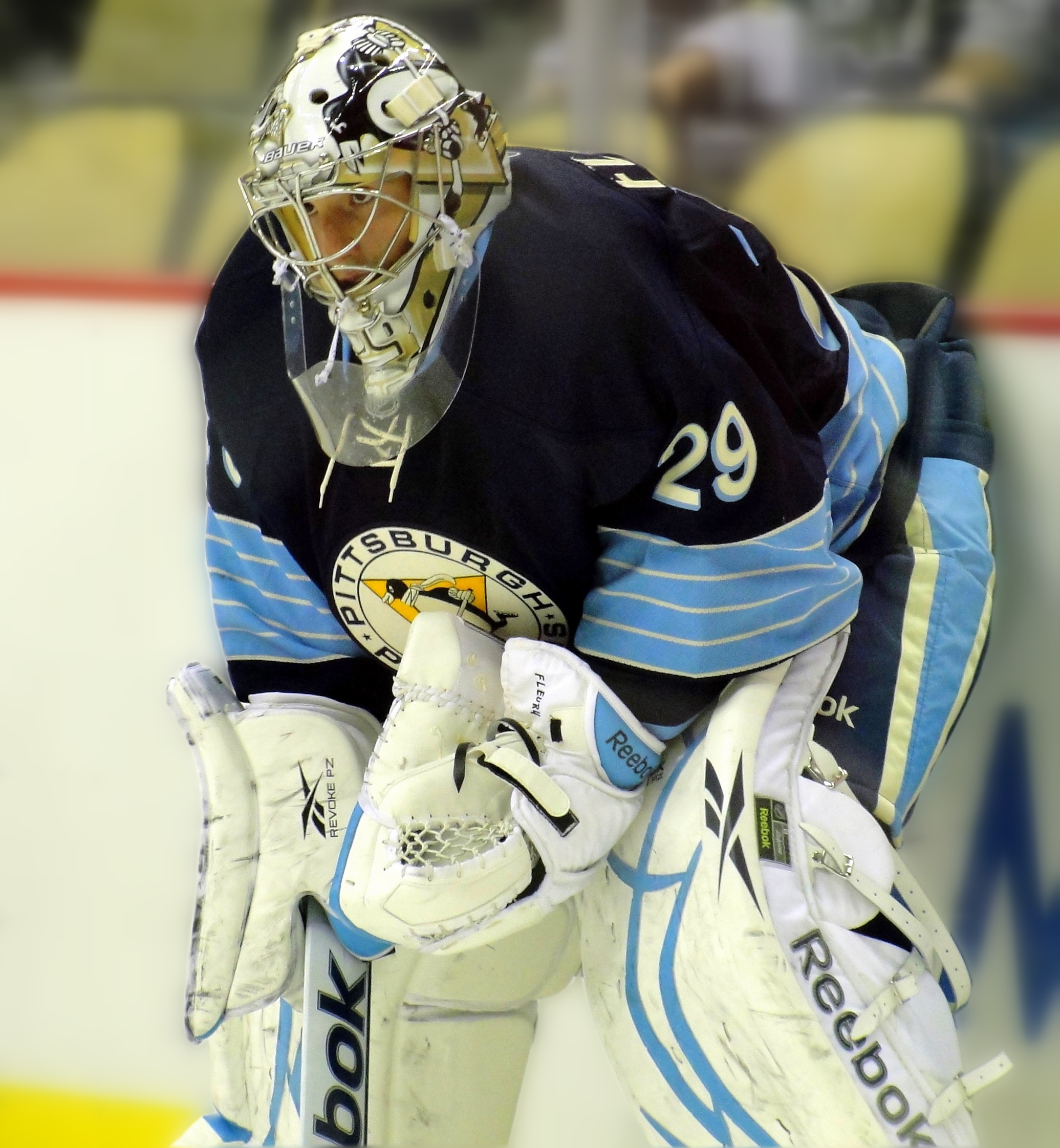
Fleury avec les Penguins de Pittsburgh en 2011.

Les Penguins ont commencé la saison 2010-2011 dans leur nouvelle patinoire, le Consol Energy Center, qui est adjacent à leur ancienne installation, la Mellon Arena, qui était la troisième patinoire la plus petite et la plus ancienne de la LNH. Le match inaugural a lieu le 7 octobre contre leurs rivaux, les Flyers de Philadelphie, champions en titre de la Conférence de l'Est. Cependant, le gardien de but recrue des Flyers, Sergei Bobrovsky, fait ses débuts dans la LNH, menant son équipe à une victoire 3-2. Au cours du mois d’octobre, Fleury connait des difficultés, enregistrant une fiche de 1 victoire et 5 défaites tandis que le gardien remplaçant, Brent Johnson, est à 5–0–1. Les blessures sont également présentes lors du premier mois de la saison. Jordan Staal n’a pas joué le premier mois de la saison avec une infection au pied. Les autres blessures de Zbynek Michalek et de Brooks Orpik ont également affaibli l'unité défensive . Au cours des mois de novembre et décembre, les Penguins ont connu une série de 11 victoires consécutives. Fleury accorde seulement 18 buts lors de ces 11 parties, dont un jeu blanc de 1-0 face aux Sabres le 24 novembre. Deux jours plus tard, il fait face à 44 lancers face à Ottawa et Pittsburgh l’emporte par la marque de 2-1. 
Au bout de 41 matchs, soit le milieu de la saison, les Penguins ont enregistré une fiche de 26–12–3 avec 55 points, une amélioration de deux points par rapport à la saison dernière et une deuxième place dans la division derrière les Flyers de Philadelphie et une quatrième de la Conférence de l’Est.
Les Penguins organisent la Classique hivernale 2011 au Heinz Field le 1er janvier contre les Capitals de Washington. Fleury termine la saison régulière avec une fiche de 36-20-5, 3 jeux blancs, une moyenne de buts alloués de 2,32 et un pourcentage d’arrêt de 91,8.
Les Penguins de Pittsburgh se sont qualifiés pour les séries éliminatoires pour la cinquième saison consécutive. Leur adversaire au premier tour sont le Lightning de Tampa Bay. Dans le quatrième match de la série le 20 avril, les Penguins gagnent contre le Lightning 3 à 2 en double en prolongation. James Neal a encore une fois marqué le but gagnant.
Le 27 avril, les Penguins sont officiellement éliminés des séries éliminatoires avec une défaite de 1-0 contre le Lightning lors du septième match. C'est la deuxième fois en deux ans que les Penguins perdent un match 7 à domicile et c’est la première fois qu’ils sont éliminés au premier tour des séries depuis 2007. 

### Saison 2011-2012
La saison 2011-2012 des Penguins, dirigés par l’entraîneur-chef Dan Bylsma, commence sans leur capitaine étoile, Sidney Crosby . L'équipe a quand même réussi à conserver une fiche de 51-25-6 et 108 points pour terminer deuxième meilleure de la Conférence de l’Est. En janvier et février, Fleury a obtenu une séquence de 9 victoires consécutives. Il accorde 20 buts durant cette séquence. L’équipe a également assisté au retour de Crosby après avoir raté plus de 40 matchs avec des symptômes similaires à ceux d’une commotion. Le joueur de centre Evgeni Malkin a pu disputer 75 matchs en dépit des difficultés liées à la dernière opération du genou et a inscrit son plus grand nombre de buts en une saison (50) avant de remporter son deuxième trophée Art-Ross . Marc-André Fleury a égalé un record de franchise pour les victoires des gardiens (226) contre les Rangers de New York, vainqueur de la division Atlantique. Il termine la saison avec une fiche de 42-17-4, 3 jeux blancs, une moyenne de buts alloués de 2,36 et une pourcentage d’arrêt de 91,3. Il réalise 67 départs de match, son plus haut sommet en carrière pour la 3e fois.
Le 17 décembre, Marc-André remporte sa 200e victoire dans la LNH. Une victoire 8 à 3 face aux Sabres. Et le 7 janvier 2012, il joue son 400e match en carrière. Une défaite de 3-1 face aux Devils.
Les Penguins affrontent les Flyers de Philadelphie en séries éliminatoires. Pittsburgh s’incline lors des 3 premiers matchs. Les 2 matchs suivant sont à l’avantage des Penguins mais ils s’inclineront lors de la 6e partie à Philadelphie, par la marque de 5-1. Fleury accorde 26 buts en séries, et ses statistiques sont les pires en carrière en séries. Une moyenne de 4,63 ainsi qu’un médiocre pourcentage d’arrêt à 83,4.

### Saison 2012-2013
La saison 2012-2013 a été écourtée en raison d’un lock-out. Ce n’est que le 6 janvier, 4 mois après l’expiration de la convention collective de la LNH, que l’association des joueurs et la LNH parviennent à une entente. La saison débute le 19 janvier 2013, et les équipes jouent 48 parties.
Fleury commence la saison avec une victoire 3-1 face aux Flyers. Il réalise 26 arrêts. Il connait une séquence de 9 victoires consécutives du 9 au 26 mars, incluant 2 jeux blancs face aux Rangers de New York et aux Canadiens de Montréal. 
Il termine la saison écourtée avec une fiche de 23–8, le plaçant en quatrième place de la ligue, alors que son pourcentage d’arrêt et sa moyenne de buts alloués ont continué à le placer dans la première moitié des gardiens partants.
Les Penguins ont amorcé les séries éliminatoires face aux Islanders de New York. Pittsburgh remporte le premier match 5–0, ce qui marque le sixième jeu blanc de Marc-André Fleury en égalant un record de franchise. Fleury joue 3 autres parties contre les Islanders, perdant 2 des 3 et accorde 14 buts. Les Penguins font alors confiance à Tomas Vokoun pour les 5e et 6e match. Il gagne alors ces 2 dernières parties. Vokoun est désigné pour être le partant tout au long du 2e tour face aux Senators. Les Penguins les éliminent en 5 parties. Lors de la finale de Conférence, les Penguins font face aux Bruins de Boston. Fleury commence le 2e match de la série, mais accorde 3 buts sur 17 lancés. Il est alors remplacé par Vokoun. Ce sera le seul départ que Fleury aura eu lors de cette ronde. Les Penguins sont éliminés en 4.
Fleury termine les séries 2013 avec des statistiques peu reluisantes. Une fiche de 2-2, une moyenne de buts alloués de 3.51 et une piètre pourcentage d’arrêt de 88,3. 
Après la saison, cependant, la direction des Penguins confirme que Fleury restait le gardien de but partant de l'équipe.

### Saison 2013-2014
La performance de Fleury au cours de la saison régulière 2013-2014 est similaire à celle de l'année précédente. Il termine avec une fiche de 39–18–5 et affiche un pourcentage d’arrêt de 91,5 et une moyenne de buts alloués de 2,37. Il récolte également 5 jeux blancs. 
Il commence la saison avec une séquence de sept victoires, dont le match d’ouverture face aux Devils. Il réalise son 1er jeu blanc de la saison, une victoire 3-0 et arrête les 27 lancés dirigés vers lui. Durant ces 7 premiers matchs, il ne concède que 13 buts. Pour cette 1ere semaine d’activité, il est nommé 3e étoile de la semaine. Début novembre, il bat coup sur coup la Caroline, Boston et Colombus. Il n’accorde que 5 buts durant ces 3 parties et est nommé 2e étoile de la semaine.
Le 1er mars 2014 a lieu un des matchs de la Série des Stades 2014. La partie se joue au Soldier Field à Chicago devant une foule de 63 000 personnes. Les Blackhawks remportent la partie au compte de 5-1. Fleury accorde 5 buts sur 40 lancés.
Les Penguins terminent au 1er rang de la division Métropolitaine, avec une fiche de 51-24-7. Ils affrontent les Blue Jackets de Colombus au 1er tour des séries éliminatoires. Les Penguins remportent la série en 6. Au second tour, ils affrontent les Rangers. Ceux-ci remporte le premier match. Fleury blanchi les Rangers lors des parties 2 et 3, des victoires de 3-0 et 2-0. Ils échappent cependant une avance de 3-1 dans la série pour être éliminés en 7 parties face à New York.

### Saison 2014-2015
Les Penguins commencent la saison 2014-2015 avec un nouvel entraineur. Dan Bylsma étant remercié de ses fonctions durant l'inter-saison, ils offrent le poste à Mike Johnston. Même chose du côté de la direction générale, remplaçant Ray Shero par Jim Rutherford.
La saison débute avec une victoire 6-4 des Penguins face aux Ducks. Fleury connait une séquence de 6 victoires consécutives du 25 octobre au 8 novembre. Il récolte 3 jeux blancs lors de cette belle séquence, accordant seulement 7 buts à ses adversaires. Cela lui permet d’être nommé 3e étoile de la semaine.
Le 5 novembre 2014, les Penguins lui ont offert une prolongation de contrat de quatre ans d'une valeur annuelle moyenne de 5,75 millions de dollars.
Le 18 novembre 2014, il réalise son premier blanchissage contre les Canadiens de Montréal, réalisant 27 arrêts pour son quatrième jeu blanc de la saison.
Le 24 novembre, Fleury enregistre sa 300e victoire dans la LNH , devenant le troisième joueur le plus jeune et le plus rapide à atteindre ce plateau.
Début décembre, il connait une bonne séquence, remportant 4 matchs consécutifs et n’accordant que 4 buts à ses adversaires. Il réalise 29 arrêts face au Colorado et remporte le match 1-0. Il est également nommé 3e étoile de la semaine pour ses performances.
Le 11 avril, Fleury enregistre le dixième blanchissage de la saison dans une victoire 2-0 contre les Sabres de Buffalo. Il termine au premier rang des gardiens avec 10 jeux blancs en saison.
Les Penguins se qualifient pour les séries éliminatoires et font face aux Rangers de New York, qui eux ont terminé au 1er rang de la LNH en saison régulière. Les Penguins seront alors éliminés en cinq parties, et c’est la première fois depuis 2012 qu’ils ne franchissent pas le premier tour. Fleury connait de bonnes séries, avec une moyenne de 2,12 et un pourcentage d’arrêt de 92,7, mais le manque d’offensive des Penguins a eu le dessus.

### Deuxième Coupe Stanley (2015-2016)
Au cours de la saison 2015-2016, l'équipe connait des difficultés tout au long de la première moitié, entraînant le congédiement de l'entraîneur-chef Mike Johnston et l'embauche du nouvel entraîneur Mike Sullivan.
La saison débute bien mal pour les Penguins, perdant leurs trois premiers duels. Mais leur première victoire survient le 15 décembre, face aux Senateurs. Fleury arrête les 22 lancés dirigés vers lui en route vers son premier jeu blanc de la saison, une victoire 2-0. Le 17 octobre, Fleury devient le 45e gardien de l'histoire de la LNH à participer à son 600e match dans la ligue et avec 26 arrêts, il permet à son équipe de battre les Maple Leafs de Toronto 2-1.
Le 12 décembre, alors que les Penguins comptent 15 victoires, 10 défaites et 3 défaites en prolongation, le directeur général de l'équipe, Jim Rutherford, annonce qu'il a été décidé de changer la direction de l'équipe en se séparant de Mike Johnston. Mike Sullivan, entraîneur des Penguins de Wilkes-Barre/Scranton est nommé à la place de Johnston.
Fleury a disputé une excellente deuxième moitié de saison avant de subir une commotions cérébrale. Il termine la saison avec une récolte de 35 victoires en 58 matchs joués. L’équipe a fait un dernier effort avec Matt Murray dans les buts et s’est qualifiée pour les séries éliminatoires. Malgré les qualifications des Penguins pour les séries éliminatoires de la Coupe Stanley 2016, Fleury n'a pas pu jouer en raison du syndrome post-commotion cérébrale avant le quatrième match de la finale de la Conférence de l'Est contre le Lightning de Tampa Bay, où il a remplacé Murray au début de la troisième période. Fleury a ensuite entamé le cinquième match, au cours duquel les Penguins ont perdu 4 à 3 en prolongation. L’entraineur décide alors de faire confiance à Murray pour le reste des séries. Les Penguins remporte la Coupe Stanley avec Murray dans les buts, battant les Sharks de San José en six matchs. Fleury ne joue que 2 parties en séries, conservant une moyenne de 3,03 et un pourcentage d’arrêt de 87,5.

### Troisième Coupe Stanley et départ (2016-2017)
Le 12 avril 2017, lors du premier match des séries éliminatoires contre les Blue Jackets de Columbus, c'est au tour de Matt Murray de se blesser durant la période d'échauffement. Marc-André Fleury obtient alors le départ et effectue 31 arrêts pour donner une victoire 3 à 1 aux Penguins. Il aide également son équipe a gagner la série et la suivante contre le Capitals de Washington. Cependant, le 17 mai 2017, lors du troisième match de la finale de conférence contre les Sénateurs d'Ottawa, Fleury alloue 4 buts sur 9 tirs, ce qui amène les Penguins à le remplacer avec Matt Murray, alors revenu de sa blessure. L'entraîneur Mike Sullivan décidera ensuite de garder Murray devant le filet pour le reste des séries éliminatoires, et c'est avec Fleury sur le banc que les Penguins remporte la cinquième Coupe Stanley de leur histoire en 6 matchs contre les Predators de Nashville.
Vers la fin de la saison, tout porte à croire que Marc-André Fleury joue ses derniers moments avec les Penguins. En effet, plusieurs rumeurs rapportent que l'organisation choisirait de protéger le jeune gardien Matt Murray lors du repêchage d'expansion de la LNH 2017, laissant Fleury exposé à être repêché par les nouvellement créés Golden Knights de Vegas, à moins d'être échangé. Le 12 juin, il révèle qu'il a accepté de lever sa clause de non-mouvement en février dans le but d'aider son directeur général Jim Rutherford. Le 18 juin, les rumeurs se concrétisent alors que les listes de protection sont annoncées par la ligue et que Marc-André Fleury figure sur la liste des joueurs exposés . Finalement, le 21 juin, il est repêché par les Golden Knights lors du repêchage d'expansion, quittant ainsi la concession des Penguins avec laquelle il a passé 14 saisons et gagné 3 Coupes Stanley. Le 26 juin, il publie un article sur The Player's Tribune dans lequel il revient sur son périple à Pittsburgh et remercie les partisans qui l'ont soutenu.

### Débuts avec les Golden Knights (2017-2018)
Lors du premier match de l’histoire des Golden Knights, il arrête 45 des 46 tirs, une victoire 2 à 1 sur les Stars de Dallas. Le 15 octobre 2017, Fleury est placé sur la liste des blessés à long terme après avoir pris un coup de genou à la tête provenant d’Anthony Mantha des Red Wings de Détroit le 13 octobre. Il revient au jeu le 12 décembre après avoir raté 25 matchs. Fleury est choisi pour représenter Las Vegas lors du match des étoiles de la LNH en janvier 2018. Au cours des épreuves d'habilités, il remporte le concours « Save Streak » au cours duquel il enregistre 14 arrêts consécutifs lors de la séance. Fleury fait son retour à Pittsburgh le 6 février. Il reçoit une ovation de plusieurs minutes. Les Penguins gâchent la soirée de Fleury, remportant le match 5-4. Le 12 mars 2018, contre les Flyers de Philadelphie, Fleury remporte sa 400e victoire en carrière sur la marque de 3-2. Il termine sa première saison à Vegas avec une fiche de 46-29-13, une moyenne de buts alloués de 2,24, un pourcentage d’arrêt de 92,7 %.
Les Golden Knights se qualifient facilement pour les séries puisqu'ils terminent au premier rang de leur division. Ils affrontent les Kings au premier tour. Vegas les éliminent en 4 parties. Il les blanchit à 2 reprises, et n’accorde que 3 buts lors de cette série.
Au deuxième tour, ils affrontent les Sharks de San José. Lors du premier match, Fleury les blanchi par un pointage de 7-0. Ils les éliminent en 6 rencontres, et Fleury obtient encore un jeu blanc de 3-0 à San José pour les éliminer.
La finale de l’Ouest se joue entre Vegas et Winnipeg. Les Jets remportent le 1er match, mais perdent les quatre suivants. Fleury accorde seulement six buts lors des quatre victoires. 
En route vers la finale de la Coupe Stanley dès leur première saison, Vegas affronte les Capitals de Washington. L’équipe du Nevada remportera seulement le 1er match et sont éliminés en cinq rencontres. Fleury termine les séries 2018 avec un bilan de 13 victoires, 7 défaites, une moyenne de 2,24 buts alloués et un pourcentage d’arrêts de 92,7.
Durant l'inter-saison, Fleury signe un contrat avec les Knights d’une valeur de 21 millions de dollars sur trois ans.

### Blackhawks de Chicago
Le 27 juillet 2021, il est échangé aux Blackhawks de Chicago contre le joueur des ligues mineures, Mikael Hakkarainen, faisant de Fleury le premier gardien de but depuis Dominik Hašek à être échangé alors qu'il avait gagné le trophée Vézina, la saison précédente. Selon Fleury et son agent Allan Walsh, Fleury n'aurait pas été averti par les Golden Knights à propos de l'échange et les deux l'auraient appris sur Twitter,.
Le 9 décembre 2021, alors que les Blackhawks de Chicago s'imposent contre les Canadiens de Montréal 2-0, Fleury remporte sa 500e victoire dans la LNH. Cette victoire le place troisième gardien ayant gagné le plus de matchs dans la LNH.
Le 8 janvier 2022, Fleury devient le premier gardien de but de l'histoire à avoir remporté un match contre les 32 équipes de la LNH, dans une victoire contre les Golden Knights de Vegas.

### Wild du Minnesota
Le 21 mars 2022, Fleury est échangé au Wild du Minnesota en retour d'un choix conditionnel de 2e tour en 2022.
Le 31 décembre 2023, il devient le quatrième gardien de l'histoire de la LNH à jouer 1 000 matchs en saison régulière, après Martin Brodeur, Roberto Luongo et Patrick Roy. Le 15 janvier 2024, dans une victoire 5-0 contre les Islanders de New York, il remporte son 552e match en carrière dans la LNH. Ce nombre de victoires lui confère le deuxième rang de tous les temps, dernière Martin Brodeur (691) et devant Patrick Roy (551).
Le 19 avril 2024, le gardien de 39 ans s'entend avec le Wild sur un contrat d'un an et 2,5 millions de dollars. Il annonce que cette 21e saison sera sa dernière. Sa carrière prend officiellement fin le 1er mai 2025 après une défaite en séries éliminatoires contre son ancienne équipe, les Goldens Knights de Vegas.

## Statistiques

### Statistiques en club
| Saison     | Équipe                               | Ligue      |       | Saison régulière | Saison régulière | Saison régulière | Saison régulière | Saison régulière | Saison régulière | Saison régulière | Saison régulière | Saison régulière | Saison régulière | Saison régulière |    | Séries éliminatoires | Séries éliminatoires | Séries éliminatoires | Séries éliminatoires | Séries éliminatoires | Séries éliminatoires | Séries éliminatoires | Séries éliminatoires | Séries éliminatoires | Séries éliminatoires |
| Saison     | Équipe                               | Ligue      | PJ    | V                | D                | Pr/N             | Min              | BC               | Moy              | % Arr            | Bl               | Pun              | A                | PJ               | V  | D                    | Min                  | BC                   | Moy                  | % Arr                | Bl                   | Pun                  | A                    |                      |                      |
| 1999-2000  | Riverains du collège Charles-Lemoyne | Midget AAA | 15    | 4                | 9                | 0                | 780              | 36               | 2,77             | -                | 1                |                  |                  | -                | -  | -                    | -                    | -                    | -                    | -                    | -                    |                      |                      |                      |                      |
| 2000-2001  | Screaming Eagles du Cap-Breton       | LHJMQ      | 35    | 12               | 13               | 2                | 1 704            | 115              | 4,05             | 88,6             | 0                | 0                | 2                | 2                | 0  | 1                    | 32                   | 4                    | 7,50                 | -                    | 0                    | 0                    | 0                    |                      |                      |
| 2001-2002  | Screaming Eagles du Cap-Breton       | LHJMQ      | 55    | 26               | 14               | 8                | 3 043            | 141              | 2,78             | 91,5             | 2                | 50               | 1                | 16               | 9  | 7                    | 1 003                | 55                   | 3,29                 | -                    | 0                    | 0                    | 1                    |                      |                      |
| 2002-2003  | Screaming Eagles du Cap-Breton       | LHJMQ      | 51    | 17               | 24               | 6                | 2 889            | 162              | 3,36             | 91               | 2                | 10               | 2                | 4                | 0  | 4                    | 228                  | 17                   | 4,47                 | 90,4                 | 0                    | 0                    | 0                    |                      |                      |
| 2003-2004  | Penguins de Pittsburgh               | LNH        | 21    | 4                | 14               | 2                | 1 154            | 70               | 3,64             | 89,6             | 1                | 0                | 0                | -                | -  | -                    | -                    | -                    | -                    | -                    | -                    | -                    | -                    |                      |                      |
| 2003-2004  | Screaming Eagles du Cap-Breton       | LHJMQ      | 10    | 8                | 1                | 1                | 606              | 20               | 1,98             | 93,3             | 0                | 0                | 2                | 4                | 1  | 3                    | 251                  | 13                   | 3,10                 | 88,6                 | 0                    | 4                    | 0                    |                      |                      |
| 2003-2004  | Penguins de WBS                      | LAH        | -     | -                | -                | -                | -                | -                | -                | -                | -                | -                | -                | 2                | 0  | 1                    | 92                   | 6                    | 3,90                 | 80                   | 0                    | 0                    | 0                    |                      |                      |
| 2004-2005  | Penguins de WBS                      | LAH        | 54    | 26               | 19               | 4                | 3 029            | 117              | 2,52             | 90,1             | 5                | 2                | 0                | 4                | 0  | 2                    | 151                  | 11                   | 4,36                 | 84,3                 | 0                    | 0                    | 0                    |                      |                      |
| 2005-2006  | Penguins de WBS                      | LAH        | 12    | 10               | 2                | 0                | 727              | 19               | 1,57             | 93,9             | 0                | 2                | 1                | 5                | 2  | 3                    | 311                  | 18                   | 3,48                 | 88,3                 | 0                    | 0                    | 0                    |                      |                      |
| 2005-2006  | Penguins de Pittsburgh               | LNH        | 50    | 13               | 27               | 6                | 2 809            | 152              | 3,25             | 89,8             | 1                | 0                | 1                | -                | -  | -                    | -                    | -                    | -                    | -                    | -                    | -                    | -                    |                      |                      |
| 2006-2007  | Penguins de Pittsburgh               | LNH        | 67    | 40               | 16               | 9                | 3 906            | 185              | 2,83             | 90,6             | 5                | 4                | 3                | 5                | 1  | 4                    | 150                  | 18                   | 3,76                 | 88                   | 0                    | 0                    | 0                    |                      |                      |
| 2007-2008  | Penguins de Pittsburgh               | LNH        | 35    | 19               | 10               | 2                | 1 857            | 72               | 2,33             | 92,1             | 4                | 0                | 1                | 20               | 14 | 6                    | 610                  | 41                   | 1,97                 | 93,3                 | 3                    | 2                    | 0                    |                      |                      |
| 2007-2008  | Penguins de WBS                      | LAH        | 5     | 3                | 2                | 0                | 297              | 7                | 1,42             | 95               | 0                | 0                | 0                | -                | -  | -                    | -                    | -                    | -                    | -                    | -                    | -                    | -                    |                      |                      |
| 2008-2009  | Penguins de Pittsburgh               | LNH        | 62    | 35               | 18               | 7                | 3 641            | 162              | 2,67             | 91,2             | 4                | 8                | 1                | 24               | 16 | 8                    | 686                  | 63                   | 2,61                 | 90,8                 | 0                    | 2                    | 0                    |                      |                      |
| 2009-2010  | Penguins de Pittsburgh               | LNH        | 67    | 37               | 21               | 6                | 3 798            | 168              | 2,65             | 90,5             | 1                | 10               | 1                | 13               | 7  | 6                    | 798                  | 37                   | 2,78                 | 89                   | 1                    | 2                    | 0                    |                      |                      |
| 2010-2011  | Penguins de Pittsburgh               | LNH        | 65    | 36               | 20               | 5                | 3 695            | 143              | 2,32             | 91,8             | 3                | 10               | 1                | 7                | 3  | 4                    | 405                  | 17                   | 2,52                 | 89,9                 | 1                    | 0                    | 0                    |                      |                      |
| 2011-2012  | Penguins de Pittsburgh               | LNH        | 67    | 42               | 17               | 4                | 3 896            | 153              | 2,36             | 91,3             | 3                | 4                | 2                | 6                | 2  | 4                    | 337                  | 26                   | 4,63                 | 83,4                 | 0                    | 0                    | 1                    |                      |                      |
| 2012-2013  | Penguins de Pittsburgh               | LNH        | 33    | 23               | 8                | 0                | 1 858            | 74               | 2,39             | 91,6             | 1                | 2                | 2                | 5                | 2  | 2                    | 290                  | 17                   | 3,52                 | 88,3                 | 1                    | 0                    | 1                    |                      |                      |
| 2013-2014  | Penguins de Pittsburgh               | LNH        | 64    | 39               | 18               | 5                | 3 792            | 150              | 2,37             | 91,5             | 5                | 4                | 0                | 13               | 7  | 6                    | 800                  | 32                   | 2,40                 | 91,5                 | 2                    | 0                    | 0                    |                      |                      |
| 2014-2015  | Penguins de Pittsburgh               | LNH        | 64    | 34               | 20               | 9                | 3 777            | 146              | 2,32             | 92               | 10               | 6                | 1                | 5                | 1  | 4                    | 312                  | 11                   | 2,12                 | 92,7                 | 0                    | 0                    | 0                    |                      |                      |
| 2015-2016  | Penguins de Pittsburgh               | LNH        | 58    | 35               | 17               | 6                | 3 463            | 132              | 2,29             | 92,1             | 5                | 2                | 1                | 2                | 0  | 1                    | 80                   | 4                    | 3,04                 | 87,5                 | 0                    | 0                    | 0                    |                      |                      |
| 2016-2017  | Penguins de Pittsburgh               | LNH        | 38    | 18               | 10               | 7                | 2 126            | 107              | 3,02             | 90,9             | 1                | 6                | 0                | 15               | 9  | 6                    | 867                  | 37                   | 2,56                 | 92,4                 | 2                    | 0                    | 0                    |                      |                      |
| 2017-2018  | Golden Knights de Vegas              | LNH        | 46    | 29               | 13               | 4                | 2 674            | 100              | 2,24             | 92,7             | 4                | 6                | 1                | 20               | 13 | 6                    | 1 259                | 47                   | 2,24                 | 92,7                 | 4                    | 4                    | 1                    |                      |                      |
| 2018-2019  | Golden Knights de Vegas              | LNH        | 61    | 35               | 21               | 5                | 3 636            | 152              | 2,51             | 91,3             | 8                | 4                | 2                | 7                | 3  | 4                    | 467                  | 21                   | 2,70                 | 90,9                 | 1                    | 0                    | 0                    |                      |                      |
| 2019-2020  | Golden Knights de Vegas              | LNH        | 49    | 27               | 16               | 5                | 2 881            | 133              | 2,77             | 90,5             | 5                | 8                | 0                | 4                | 3  | 1                    | 239                  | 9                    | 2,27                 | 91                   | 0                    | 2                    | 0                    |                      |                      |
| 2020-2021  | Golden Knights de Vegas              | LNH        | 36    | 26               | 10               | 0                | 2 147            | 71               | 1,98             | 92,8             | 6                | 2                | 1                | 16               | 9  | 7                    | 973                  | 33                   | 2,04                 | 91,8                 | 1                    | 0                    | 1                    |                      |                      |
| 2021-2022  | Blackhawks de Chicago                | LNH        | 45    | 19               | 21               | 5                | 2 627            | 129              | 2,95             | 90,8             | 4                | 2                | 1                | -                | -  | -                    | -                    | -                    | -                    | -                    | -                    | -                    | -                    |                      |                      |
| 2021-2022  | Wild du Minnesota                    | LNH        | 11    | 9                | 2                | 0                | 658              | 30               | 2,74             | 91,0             | 0                | 0                | 1                | 5                | 2  | 3                    | 296                  | 15                   | 3,04                 | 90,6                 | 0                    | 0                    | 0                    |                      |                      |
| 2022-2023  | Wild du Minnesota                    | LNH        | 46    | 24               | 16               | 4                | 2 654            | 126              | 2,85             | 90,8             | 2                | 2                | 1                | 2                | 0  | 1                    | 77                   | 7                    | 5,48                 | 81,1                 | 0                    | 0                    | 0                    |                      |                      |
| 2023-2024  | Wild du Minnesota                    | LNH        | 40    | 17               | 15               | 5                | 2 233            | 111              | 2,98             | 89,5             | 2                | 4                | 1                | -                | -  | -                    | -                    | -                    | -                    | -                    | -                    | -                    | -                    |                      |                      |
| 2024-2025  | Wild du Minnesota                    | LNH        | 26    | 14               | 9                | 1                | 1 390            | 68               | 2,93             | 89,9             | 1                | 2                | 0                | 1                | 0  | 1                    | 24                   | 1                    | 2,49                 | 85,7                 | 0                    | 0                    | 0                    |                      |                      |
| Totaux LNH | Totaux LNH                           | Totaux LNH | 1 051 | 575              | 339              | 95               | 60 669           | 2 633            | 2,6              | 91,2             | 76               | 86               | 22               | 170              | 92 | 75                   | 10 206               | 436                  | 2,56                 | 91,1                 | 16                   | 12                   | 4                    |                      |                      |

### Statistiques en équipe nationale
| Année | Équipe          | Compétition                 |   | PJ | V | D   | Min | BC   | Moy | % Arr | Bl | Pun | A                 |  | Résultat |
| 2003  | Canada - 20 ans | Championnat du monde junior | 5 | 4  | 1 | 267 | 7   | 1,57 | -   | 1     |    | 1   | Médaille d'argent |  |          |
| 2004  | Canada - 20 ans | Championnat du monde junior | 5 | 4  | 1 | 299 | 9   | 1,81 | -   | 1     |    | 0   | Médaille d'argent |  |          |
| 2010  | Canada          | Jeux olympiques             | 0 | 0  | 0 | 0   | 0   | 0    | 0   | 0     | 0  | 0   | Médaille d'or     |  |          |

## Trophées et honneurs personnels

### Ligue de hockey junior majeur du Québec
- 2002-2003 :
  - Coupe Telus
  - trophée Michael-Bossy

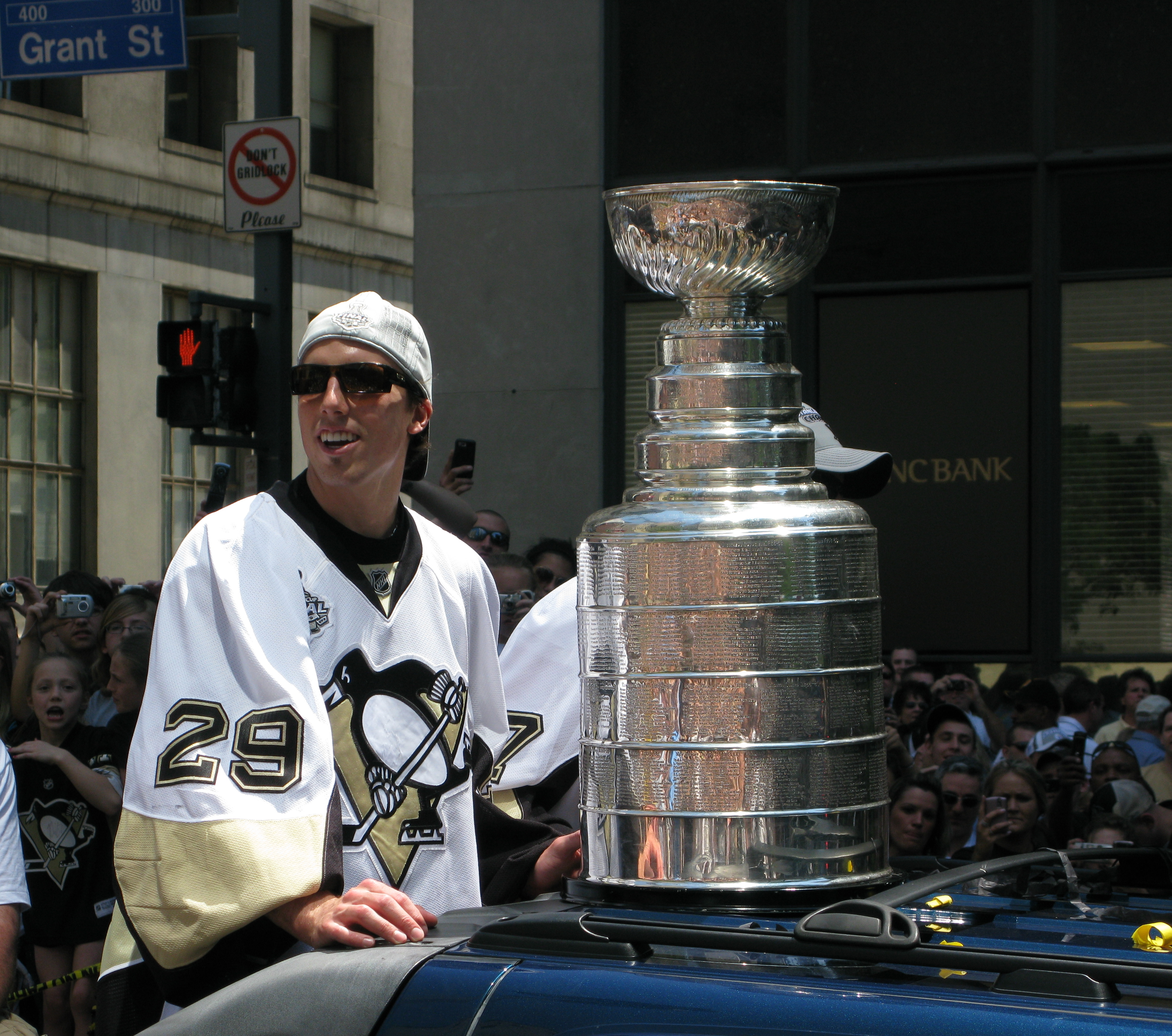
Fleury et la Coupe Stanley en 2009.

  - sélectionné dans la deuxième équipe d'étoiles

### Ligue nationale de hockey
- 2003-2004 : 
  - premier choix du repêchage d'entrée dans la Ligue nationale de hockey par les Penguins de Pittsburgh
  - nommé recrue du mois d'octobre en 2003
- 2005-2006 : The Edward J. DeBartolo Community Service Award (trophée interne des Penguins)
- 2008-2009 : vainqueur de la Coupe Stanley avec les Penguins de Pittsburgh (1)
- 2009-2010 : "Baz" Bastien Memorial - Good Guy Award (trophée interne des Penguins)
- 2010-2011 :
  - participe au 58e Match des étoiles (1)
  - Most Valuable Player Award (trophée interne des Penguins)
- 2014-2015 : participe au 60e Match des étoiles (2)
- 2015-2016 : vainqueur de la Coupe Stanley avec les Penguins de Pittsburgh (2)
- 2016-2017 : vainqueur de la Coupe Stanley avec les Penguins de Pittsburgh (3)
- 2017-2018 : participe au 63e Match des étoiles (3)
- 2018-2019 : participe au 64e Match des étoiles (4)
- 2019-2020 : invité au 65e Match des étoiles mais n'y participe pas pour se reposer (5)
- 2020-2021 :
  - récipiendaire du trophée Vézina
  - récipiendaire du trophée William-M.-Jennings avec Robin Lehner des Golden Knights de Vegas
  - sélectionné dans la deuxième équipe d'étoiles de la LNH